# 兒玉就方
兒玉就方（こだま なりかた，永正10年（1513）－天正14年（1586））毛利氏家臣。兒玉就忠之弟。官位：內藏丞、周防守。安藝國草津城主。子兒玉就英。

## 生涯
兒玉就方被兄長就忠推舉成為毛利元就家臣。長兄就忠擅於行政，就方則武卓越功出眾。1536年安藝國一戰表現活躍而得到毛利元就賜與感謝狀。1540年尼子晴久來襲，就方表現亮眼。
1551年成為草津城主，統領毛利氏水軍。1555年嚴島之戰率領水軍打贏這一仗。之後參與多場戰役，如：1561年對大友氏的豐前海戰、1568年土佐一条氏侵攻、1570年從日本海出擊尼子氏。毛利氏主要戰役多半都有上陣，表現卓著。
在毛利氏臣服羽柴秀吉後仍擔任水軍統領，1585年參加紀伊國雜賀攻略。兒子就英同樣活躍於毛利水軍。

## 關連項目
- 兒玉氏